# Telófase I
Telófase I é a última fase da primeira divisão da meiose (a divisão I - divisão reducional). Nesta fase, os dois conjuntos haplóides de cromossomos agrupam-se nos pólos opostos da célula, ficando mais finos e mais longos (descondensados). O fuso acromático desagrega-se e desaparece e forma-se uma membrana nuclear em volta de cada conjunto de cromossomas. Pode ou não ocorrer a citocinese (divisão da célula em duas) ou pode de imediato iniciar-se a segunda divisão (divisão II - divisão equacional) com a prófase II. Não ocorre a fase S (duplicação do DNA).